# Неофит (Караабов)
Митрополит Неофит (в миру Никола Митев Караабов; 29 июня 1868, село Кум-Дуванджий — 26 февраля 1971, Видин) — епископ Болгарской православной церкви, митрополит Видинский.
Митрополит Неофит был яркой фигурой, оставивший заметный след в истории Болгарской церкви. Он прослужил в священном сане 82 года, 57 лет был митрополитом Видинским и 14 лет служил наместником-председателем Священного Синода.

## Биография
Родился 29 июня 1868 года в селе Кум-Дуванджий (ныне — Гылыбово, Старозагорская область, город с 1969 года). Начальное образование получил в родном селе. Окончив второй класс, с 1884 года назначен писарем при сельской общине. Оджновременно был певчим в местной церкве.
Имя сильное желание посвятить себя служению Богу и Церкви, 11 января 1889 года рукоположен во диакона, а на следующий день рукоположен во иерея с назначением приходским священником в сёла Брод и Златица в Тырново-Сейменской духовной околии. В 1890 году овдовел.
При поддержке управляющего Старозагорской епархией, архимандрита Максима (Пелова) (впоследствии митрополита Пловдивского), священник Никола Караабов уехал в Константинополь, где в январе 1892 года поступил в Цариградскую духовную семинарию. Рекомендован новоизбранным митрополитом Старозагорским Мефодием (Кусевым) к продолжению обучения в России, в Санкт-Петербургской духовной семинарии, со стипендияей от Священного Синода Русской православной церкви.
Окончив в 1896 году семинарию, поступил в Санкт-Петербургскую духовную академию, которую окончил с отличием в 1900 году.
По возвращении в Болгарию, с июля 1900 года по июнь 1902 года — протосинкелл в Сливенской епархии, а с июня 1902 до май 1905 года — протосикелл в Видинской епархии.
15 февраля 1905 года принял монашество с именем Неофит, а 28 марта того же года по решению на Священного Синода возведён в достоинство архимандрита.
1 мая 1905 года назначен протосинкеллом Священного Синода; исполнял эту должность до 1 августа 1906 года.
С 1 августа 1906 до 1912 года — ректор Софийской духовной семинарии и один из редакторов издания «Църковен вестник».
21 июня 1909 года по решению Священного Синода архимандрит Неофит хиротонисан во епископа Величского.
В июле 1912 года экзарх Иосиф назначил его духовным инспектором при Экзархате в Константинополе. На епископа Неофита была возложена задача объехать болгарские епархии на территории Турции, оставшиеся без канонических архиереев и установить социальное и духовное состояние народа в них. В декабре 1912 года епископ Неофит также управлял Велесской епархией.
12 октября 1914 года избран митрополитом Видинским, а 26 октября утверждён в этой должности Священным Синодом.
С 1921 года до смерти — член Священного Синода, с 1930 по 1944 года возглавлял его как наместник-председатель.
В 1922—1923 годы Председательствовал на Церковно-народном соборе.
Летом 1949 года заместитель министра внутренних дел Денис Панов определяет его как «особый представитель реакции в Церкви» и предложил удалить его из Священного Синода в рамках кампании по «демократизации», но предложение было отклонено Политбюро.
Трудами митрополита Неофита, управлявшего епархией в течение 57 лет, были окончены строительство и роспись кафедрального собора вмч. Димитрия, возведены храм во имя свт. Николая и мавзолей экзарха Анфима I в Видине, 45 новых храмов, возобновлены несколько монастырей, построено здание канцелярии митрополии, открыто училище, на его личные средства открыт детский дом, для управления к-рым было образовано жен. об-во «Развитие».
Автор множества сборников проповедей и духовно-нравственой поучительной литературы а также книги «Видинска епархия» (1924).
Скончался 26 февраля 1971 года в Видине на 103-м году жизни. Погребён в митрополичьем дворе в Видине.